# Teen Angel
«Teen Angel» es una canción interpretada por Mark Dinning. Fue escrita por Jean Dinning y su esposo, Red Surrey.

## Recepción
En una reseña retrospectiva de su columna The Number Ones, el contribuidor de Stereogum, Tom Breihan, le otorgó una calificación de 9/10 y encontró la canción “lenta y majestuosa”, aunque “absolutamente descarada”.

## Posicionamiento

### Gráfica semanal
| Gráfica (1960)                                   | Pico de posición |
| ------------------------------------------------ | ---------------- |
| Australia (Kent Music Report)                    | 3                |
| Estados Unidos (Billboard Hot 100)               | 1                |
| Estados Unidos (Billboard Hot R&B/Hip-Hop Songs) | 5                |
| Estados Unidos (Cashbox Top 100)                 | 1                |
| Reino Unido (UK Singles Chart)                   | 37               |

### Gráfica de fin de año
| Gráfica (1960)                   | Pico de posición |
| -------------------------------- | ---------------- |
| Estados Unidos (Cashbox Top 100) | 16               |

### Gráfica de todos los tiempos
| Gráfica (1958–2018)                | Pico de posición |
| ---------------------------------- | ---------------- |
| Estados Unidos (Billboard Hot 100) | 469              |

## Otras versiones
- El grupo estadounidense de rock and roll Sha Na Na interpretó «Teen Angel» en el Festival de Woodstock de 1969.[13]
- La banda canadiense Wednesday lanzó una versión de la canción en 1974 y alcanzó el puesto #79 en los Estados Unidos,[14] y el #16 en Canadá.[15]